# Code:Breaker
Code:Breaker (コード：ブレイカー, Kōdo:Bureikā) é um mangá escrito e ilustrado por Akimine Kamijyo sendo publicado pela Weekly Shōnen Magazine, da Kodansha. A história conta sobre uma garota colegial treinada em artes marciais e um aluno recém transferido com poderes misteriosos. O primeiro tankōbon do mangá foi publicado em 17 de outubro de 2010. Uma adaptação para anime, produzida pela Kinema Citrus, começou a ser exibida no dia 6 de outubro de 2012.

## Enredo
Um dia voltando para casa em um ônibus, Sakurakouji Sakura olha pela janela e vê várias pessoas sendo queimadas vivas por uma espécie de fogo azul, e um garoto no meio do fogo, parecendo não levar dano algum. No outro dia quando retorna ao local, não há cadáveres ou provas de qualquer assassinato, apenas um pequeno incêndio.
Quando Sakura chega à escola ela descobre que o garoto que viu no dia anterior é o novo estudante transferido da sua classe. Logo Sakura descobre que ele trata-se de Ogami Rei, o sexto "Code: Breaker", um tipo especial de assassino que possui poderes e trabalha para uma organização secreta (Éden) que serve ao governo.

## Personagens

### Principais

#### Sakurakouji Sakura
Sakurakouji Sakura (桜小路桜, Sakurakouji Sakura) é a personagem principal de toda série Code:Breaker. É uma garota colegial, que embora seja vista como bonita, delicada e pura por garotos que acreditam que deveria protegê-la, Sakura é realmente um especialista em artes marciais e amante de combate.Sua vida muda após presenciar Ogami assassinando uma gangue com suas chamas azuis, e desde então tem como objetivo impedir Ogami de cometer assassinatos.
Apesar das tentativas, ela não é afetada por nenhum tipo de Inou, o que atrai a atenção da "Éden".
Por esse motivo, Ogami começa a chama-la de "Espécie Rara" ( 珍种 Chinshu ).
Por ser uma pessoa bondosa, que consegue perdoar qualquer pessoa por seus atos ruins, foi apelidada por Yuuki de Nyanmaru.
Apesar de não se saber se o que ela possui é um poder, sua forma "Lost" é uma miniatura de si mesma.

#### Ogami Rei
Ogami Rei (大神零, Ōgami Rei)
É o protagonista e anti-herói, é um garoto reservado e frio, pouco se sabe sobre seu passado. . É o Code:06, o mais fraco. Usa uma luva e um anel na mão esquerda para controlar seu poder, sendo esse anel um limitador, que quando retirado o pode fazer superar até o Code:01.
Possui uma rivalidade com Toki (Code:04), que chega às vezes a ser cômico.
Acredita fortemente no código de Hamurabi, citando várias vezes "Olho por olho, dente por dente" acrescentando "maldade por maldade", e no fim, gritando: "QUEIME"
Quando entra em modo Lost, a sua temperatura corporal diminui drástica e rapidamente.
Seu poder é lançar chamas azuis pela mão esquerda, o que deixa sakurakoji muito irritada, pois ela odeia que ele mate pessoas.

### Fujiwara Toki
Fujiwara Toki (藤原刻, Toki Fujiwara)
É o Code:04, indicando ser mais forte que Ogami, com quem tem um rivalidade desde que lutaram uma vez, mesmo Toki tendo vencido sem ao menos se ferir.Sua habilidade especial é manipular o magnetismo, podendo ser usado para atrair ou repelir, quebrar e dobrar qualquer tipo de metal.Não gosta do Code:03, e tem medo da Code:05, apesar desta ser teoricamente mais fraca que ele.
Tem olhos heterocromáticos e é pervertido, sonhando com os seios e os sutiãs de Sakura. Apesar de tudo é um gênio, entrando em uma escola com um bom índice de alunos na Toudai.
Sua forma lost é um modo criança de si próprio. Quando está nessa forma, normalmente é um alívio cômico

### Tenpouin Yuuki
Tenpouin Yuuki (天宝院遊騎, Tenpouin Yuuki)
Ama coisas relacionadas a Nyanmaru's. Muito inteligente e bonito, quando entra em lost, vira um gato vermelho.
É, de todos os Code Breakers, o mais lindo e fofo, tendo uma quedinha pela Sakura, já que ela o lembra muito o Nyanmaru.
Seu poder de Code:3 é o som, ele pode correr na velocidade do som, pode ouvir coisas que as pessoas falam do Brasil, sendo que ele está no Japão.
Rico, inteligente e bonito, Yuuki terminou a faculdade aos 12 anos, ele é um verdadeiro gênio!

### Masaomi Heike
Masaomi Heike (平家将臣, Masaomi Heike)
É um colega de escola de Sakura. É o secretário do conselho estudantil.
Tem a mania de tomar chá nas piores horas e lugares possíveis, e ler livros eróticos, parece também ter algum tipo de fetiche por cordas - lendo constantemente livros eróticos com cenas de mulheres em poses sexuais amarradas por cordas.
É o Code:02, e também o juiz que decide uma pontuação durante cada trabalho dos Code:Breakers. Seu poder é luz, e normalmente demora muito para esgotar seu poder. Tem vergonha de sua forma lost, e se esconde em lugares bizarros quando entra no modo lost.
Sua arma preferida é um chicote, e normalmente alerta antes de punir alguém com a frase "Menino mal, precisa ser punido!"